# Can Pastor (Rupià)
Can Pastor és una obra de Rupià (Baix Empordà) protegida com a bé cultural d'interès local.

## Descripció
És una de les cases que hi ha adossades a la muralla juntament amb can Nató, can Valls i can Carbó.
Es tracta d'una reconstrucció de finals del segle XVII-XVIII d'un antic casal-palau amb pati central, d'estructura semblant al que encara està intacte a can Nató. En les reconstruccions posteriors s'anà consolidant un casal entre mitgeres de quatre crugies en forma d'ala. La galeria posterior de tres pisos és de la mateixa època que la de la casa veïna anomenada ca l'Abadal.
L'estructura de la planta és del segle xv segueix uns esquemes nobiliaris semblants als de la casa de la Cúria tal com es veu en el portal adovellat i alguns pilars del pati.
Entre els segles xvii i xviii es produeix la consolidació a tres crugies i la galeria de tres pisos de la façana posterior.
L'eixida que dona a la plaça és del segle xix.
A la planta baixa destaca la volta del segle xvii feta de pedruscall, sota la qual s'entreveuen restes d'elements del segle xv. També és una part important de l'immoble l'amplia sala coberta amb una lleugera volta de canó de tres trams i llunetes del segle xvii, contemporània a la de can Pagès d'Ultramort. La galeria de tres pisos permet articular les quatre crugies a través d'un passadís.